# Dumitru Macri
Dumitru Macri (Bukarest, 1931. április 28. – Párizs, 2024. március 20.) válogatott román labdarúgó, hátvéd, edző.

## Pályafutása

### Klubcsapatban
1950 és 1965 között a Rapid București labdarúgója volt, ahol három román bajnoki ezüstérmet szerzett és kétszer volt kupadöntős a csapattal.

### A válogatottban
1958 és 1962 között nyolc alkalommal szerepelt a román válogatottban.

### Edzőként
1971-ben a CFR Timișoara, 1971 és 1973 között az algériai RC Kouba, 1973-ban a Rapid București vezetőedzője volt. 1974–75-ben az algériai válogatott szövetségi kapitányaként tevékenykedett. 1978 és 1980 között a Viitorul Scornicești szakmai munkáját irányította. 1981-ben a román U20-as válogatottnál volt segédedző. Edzői pályafutását 1981-ben az Olt Scornicești csapatánál fejezte be.

## Sikerei, díjai
Rapid București
- Román bajnokság
  - 2. (3): 1950, 1963–64, 1964–65

- Román kupa
  - döntős (2): 1961, 1962

## Statisztika

### Mérkőzései a román válogatottban
| Románia | Románia              | Románia                           | Románia       | Románia  | Románia      | Románia       | Románia | Románia |
| #       | Dátum                | Helyszín                          | Hazai         | Eredmény | Vendég       | Kiírás        | Gólok   | Esemény |
| ------- | -------------------- | --------------------------------- | ------------- | -------- | ------------ | ------------- | ------- | ------- |
| 1.      | 1958. október 26.    | Bukarest, Augusztus 23. Stadion   | Románia       | 1 – 2    | Magyarország | barátságos    | -       |         |
| 2.      | 1958. november 2.    | Bukarest, Augusztus 23. Stadion   | Románia       | 3 – 0    | Törökország  | NEK-selejtező | -       |         |
| 3.      | 1959. augusztus 30.  | Varsó, Stadion Dziesięciolecia    | Lengyelország | 2 – 3    | Románia      | barátságos    | -       | 55'     |
| 4.      | 1961. május 14.      | Ankara, 19 Mayıs Stadion          | Törökország   | 0 – 1    | Románia      | barátságos    | -       |         |
| 5.      | 1961. október 8.     | Bukarest, Augusztus 23. Stadion   | Románia       | 4 – 0    | Törökország  | barátságos    | -       | 79'     |
| 6.      | 1962. szeptember 30. | Bukarest, Augusztus 23. Stadion   | Románia       | 4 – 0    | Marokkó      | barátságos    | -       |         |
| 7.      | 1962. október 14.    | Drezda, Heinz Steyer Stadion      | NDK           | 3 – 2    | Románia      | barátságos    | -       |         |
| 8.      | 1962. november 1.    | Madrid, Santiago Bernabéu stadion | Spanyolország | 6 – 0    | Románia      | NEK-selejtező | -       |         |
|         | Összesen             |                                   |               | 8        | mérkőzés     |               | 0       | gól     |